# Маллинга, Стивен
Стивен Оскар Маллинга (англ. Stephen Oscar Mallinga, 17 ноября 1943 — 11 апреля 2013) — угандийский врач и политик. С 2006 по 2011 год он занимал пост министра здравоохранения Уганды. Маллинга также был избранным членом парламента, представляющим избирательный округ округа Бутебо в округе Паллиса.

## Ранняя жизнь и образование
Стивен Оскар Маллинга родился в округе Паллиса, Уганда, 17 ноября 1943 года, учился в школе Нтаре на уровне[прояснить] и в средней школе Набумали на уровне[прояснить]. Он получил степень бакалавра медицины и хирургии в университете Макерере, который был в составе Университета Восточной Африки, был членом Американской коллегии хирургов, специализируясь на акушерстве и гинекологии и членом Международной коллегии хирургов.

## Карьера
С 1973 по 1977 год Маллинга работал консультантом в больнице округа Кук в Чикаго, штат Иллинойс, США. С 1978 по 1985 год он занимал должность заведующего отделением акушерства и гинекологии в больнице Джексон Парк (англ. Jackson Park Hospital) в Чикаго, штат Иллинойс, США. Впоследствии он работал консультантом в больнице Ingalls Memorial Hospital в Харви, штат Иллинойс, пригороде Чикаго. В 1996 году Маллинга вернулся в Уганду и занялся политической деятельностью. В 1996 году он был избран членом парламента от округа Бутебо в округе Паллиса и занимал эту должность до своей смерти. С 2006 по 2011 год он занимал пост министра здравоохранения Уганды, после чего получил свое последнее назначение в кабинет министров. Первоначально являясь членом политической партии «Народный конгресс Уганды», он присоединился к правящему Национальному движению сопротивления 1 марта 2005 года.
Последний занимаемый им государственный пост — министр по подготовке к стихийным бедствиям и делам беженцев с 27 мая 2011 года. В этой должности он сменил Тарсиса Кабвегиере.

## Смерть
В возрасте 69 лет Маллинга потерял сознание в своем загородном доме в округе Паллиса в четверг, 11 апреля 2013 года. В тот же день была констатирована его смерть. Малинга был похоронен 19 апреля 2013 года в Паллисе.